# Hakpisz
Hakpisz [vagy Hakmisz, 𒌷𒄩𒀝𒁉𒅖 vagy 𒌷𒄩𒀝𒈪𒅖 URUḫa-ak/g-pí/mi-iš, Ḫākmīš, Ḫākpīš, Ḫāgmīš, Ḫāgpīš) Felső-Hatti (màtum elìtum) ismeretlen helyen fekvő hettita települése, amely fontos szerepet játszott a Hettita Birodalomban. Helyzetére vonatkozóan annyi bizonyos, hogy Hattuszasztól észak-északnyugati irányban keresendő, Hattuszasz és Nerik között. Azonban Nerik is ismeretlen helyen fekszik.
Első említései az i. e. 14. század elejére datálhatók ebben a formában. Az i. e. 16. századból származó Hakmisz alak a KUB 11.4 és KUB 36.120 dokumentumokban, ahol Huccijasz hercegi székhelyeként említik, valószínűleg szintén Hakpiszt takarja. Éppígy a CTH#661 („Hettita királylista”) is külön kiemeli a hakmiszi Huccijaszt. Az i. e. 14. századtól, amikor a kaszkák terjeszkedése miatt az ősi szent város, Nerik elesett, említései gyakoribbá válnak. Ekkor a neriki Vuruszemusz kultuszát, a Viharisten és a Nap fesztiváljait a birodalmi fennhatóság alatt lévő Hakpiszba költöztették I. Arnuvandasz uralkodása alatt (a tavaszi purulijasz-fesztivált már I. Hantilisztól Hattuszaszban rendezték meg), és ettől kezdve ez lett Nerik helyett az északi Szent Város.
A kaszkák tartósan berendezkedtek a Marasszanta alsó folyásától keletre lévő tengerparti övezetben (a későbbi Pontosz területén), így Hakpisz akkor is megtartotta jelentőségét, amikor II. Muvatallisz visszafoglalta Neriket. Sőt ekkor kapott igazán nagy szerepet. II. Muvatallisz ugyanis Tarhuntasszasz városába költözött, és Hattuszaszban öccse, Hattuszilisz maradt kormányzónak, aki azzal kezdte önálló ténykedését, hogy a fogságban lévő Bentesinát kiengedte börtönéből és Hakpiszt jelölte ki kényszerlakhelyéül. Muvatallisz halála után III. Murszilisz csak úgy tudott megszabadulni nagybátyjától, hogy Hakpiszt önálló királyság fővárosává tette. Ennek a – névleg – vazallus országnak Hattuszilisz lett a királya, és feladata lett a kaszkák visszatartása. Területét jól körbeírták, Iszhupitta, Mariszta, Hiszaszapa, Katapa, Hanhana, Darahna, Hattina, Turmitta, Tummana, Kaszijasz, Szappa és Isztahara városok határolták, valamint a Hulana folyó. Ide tartozott a fontosabb városok közül Ancilijasz és Tapikka is. Az itt felsorolt települések nagy része azonban azonosíthatatlan vagy azonosítatlan.
Ez a rendszer nem volt szokatlan, és Karkemis esetében már hosszú ideje jól működött. A hakpiszi királyság éléről azonban Hattuszilisz a teljes birodalom megszerzésére tört, és sikerrel járt. Már a kádesi csatában Hakpisz önálló haderejét vezette (500 harci szekeres), amely sereg a kaszkák elleni harcokban edződött. Ekkor még nem szállt szembe bátyjával, csak annak halála után, III. Murszilisszal szemben lépett fel trónkövetelőként, egyesek szerint azért, mert Murszilisz nem törvényes utód volt, hanem egy ágyastól származott.